# Kalvin Phillips
Kalvin Mark Phillips (* 2. prosince 1995 Leeds) je anglický profesionální fotbalista, který hraje na pozici defensivního záložníka za anglický klub West Ham United FC, kde je na hostování z Manchesteru City, a za anglický národní tým.
Phillips, odchovanec Leeds United, debutoval v klubu v roce 2015. V sezóně 2019/20 byl Phillips jedním z klíčových hráčů Leedsu, který pod vedením Marcela Bielsy vyhrál EFL Championship. Po této sezóně Phillips debutoval v anglické reprezentaci. V roce 2021 byl Garethem Southgatem nominován na závěrečný turnaj Euro 2020.

## Reprezentační kariéra
Phillips je jamajského původu prostřednictvím svého otce a irského původu prostřednictvím své matky; nicméně narodil se v Anglii. V minulosti byl osloven jamajskou fotbalovou asociací ohledně přijetí jamajského občanství a reprezentování této karibské krajiny.
Dne 25. srpna 2020 byl Garethem Southgatem poprvé povolán do anglické reprezentace. Phillips debutoval 8. září 2020 v utkání proti Dánsku v Lize národů UEFA. V roce 2021 byl Garethem Southgatem nominován na závěrečný turnaj Euro 2020; v úvodním zápase základní skupiny asistoval Raheemovi Sterlingovi na jediný gól utkání proti Chorvatsku.

## Statistiky

### Klubové
K 23. květnu 2021
| Klub         | Sezóna  | Liga           | Liga   | Liga | FA Cup | FA Cup | EFL Cup | EFL Cup | Ostatní | Ostatní | Celkem | Celkem |
| Klub         | Sezóna  | Liga           | Zápasy | Góly | Zápasy | Góly   | Zápasy  | Góly    | Zápasy  | Góly    | Zápasy | Góly   |
| ------------ | ------- | -------------- | ------ | ---- | ------ | ------ | ------- | ------- | ------- | ------- | ------ | ------ |
| Leeds United | 2014/15 | Championship   | 2      | 1    | 0      | 0      | 0       | 0       | —       | —       | 2      | 1      |
| Leeds United | 2015/16 | Championship   | 10     | 0    | 0      | 0      | 0       | 0       | —       | —       | 10     | 0      |
| Leeds United | 2016/17 | Championship   | 33     | 1    | 2      | 0      | 5       | 0       | —       | —       | 40     | 1      |
| Leeds United | 2017/18 | Championship   | 41     | 7    | 1      | 0      | 1       | 0       | —       | —       | 43     | 7      |
| Leeds United | 2018/19 | Championship   | 42     | 1    | 0      | 0      | 2       | 0       | 2       | 0       | 46     | 1      |
| Leeds United | 2019/20 | Championship   | 37     | 2    | 1      | 0      | 2       | 0       | —       | —       | 40     | 2      |
| Leeds United | 2020/21 | Premier League | 29     | 1    | 1      | 0      | 0       | 0       | —       | —       | 30     | 1      |
| Celkem       | Celkem  | Celkem         | 194    | 13   | 5      | 0      | 10      | 0       | 2       | 0       | 211    | 13     |

### Reprezentační
K 13. červnu 2021
| Anglie | Anglie | Anglie |
| Rok    | Zápasy | Góly   |
| ------ | ------ | ------ |
| 2020   | 4      | 0      |
| 2021   | 5      | 0      |
| Celkem | 9      | 0      |

## Ocenění

### Klubové

#### Leeds United
- EFL Championship: 2019/20[8]

#### Individuální
- Nejlepší hráč měsíce EFL Championship: Říjen 2016[9]
- Nejlepší jedenáctka sezóny EFL Championship: 2018/19[10]
- Nejlepší jedenáctka sezóny EFL Championship podle PFA: 2019/20[11]